# Sergio Hernández (attore)
Sergio Fernando Hernández Albrecht (Valparaíso, 27 maggio 1957) è un attore cileno.

## Biografia

### Gli inizi e gli esordi
Nasce in Cile, a Valparaíso, il 27 maggio 1957. Esordisce a teatro in veste di attore recitando in un dramma di Pablo Neruda, iniziando così la sua carriera nella recitazione. Dal 1973 al 1986 si trasferisce in Europa, dove realizza lavori di formazione, regia e interpretazione in Polonia, Francia, Spagna, Italia e Jugoslavia.
Esordisce sul grande schermo con il film drammatico Juventud desnuda, del 1971 e dopo il lungo viaggio in Europa ritorna in patria, dove recita in tante altre telenovele cilene. Della sua filmografia ricordiamo il film La frontera , del 1991.

### Gli anni 2000
Il culmine della carriera di Hernández si ha negli anni duemila, quando nel 2005 recita come protagonista nel film La Sagrada Familia di Sebastián Lelio e nel 2009 in Dawson Isla 10, dove interpreta il comandante Jorge Sallay.

### Gli anni Dieci
Nel 2011 torna a lavorare con Sebastián Lelio nel film El año del tigre. Nello stesso anno recita anche in Sal, di Diego Rougier.
Nel 2012 e 2013 recita invece in Gloria, La notte di fronte e No - I giorni dell'arcobaleno, nel 2015 in Chiamatemi Francesco - Il Papa della gente, di Daniele Luchetti, dove interpreta papa Francesco e nel 2017 in Una donna fantastica, sempre di Sebastián Lelio.

## Filmografia parziale
- Juventud desnuda (1971)
- La frontera (1991)
- La Sagrada Familia (2005)
- Secretos (2005)
- Dawson Isla 10 (2009)
- El año del tigre (2011)
- Sal (2011)
- La notte di fronte (2012)
- Carne de perro (2012)
- No - I giorni dell'arcobaleno (2012)
- Gloria (2013)
- Chiamatemi Francesco - Il Papa della gente (2015)
- Nunca vas a estar solo, regia di Álex Anwandter (2016)
- Una donna fantastica, regia di Sebastián Lelio (2017)

## Doppiatori italiani
- Franco Zucca in Gloria
- Dario Penne in Chiamatemi Francesco - Il Papa della gente
- Carlo Valli in Una donna fantastica